# Мазичи
Ма́зичи (бел. Мазічы) — деревня в Кобринском районе Брестской области Белоруссии. Входит в состав Батчинского сельсовета.
По данным на 1 января 2016 года население составило 60 человек в 32 домохозяйствах.

## География
Деревня расположена на северном берегу реки Мухавец, в 7 км к западу от города и станции Кобрин, 5 км к востоку от остановочного пункта Черевачицы и в 45 км к востоку от Бреста, у автодороги Р127 Кобрин-Жабинка.
На 2012 год площадь населённого пункта составила 0,86 км² (86 га).

## История
Населённый пункт известен с 1890 года. В разное время население составляло:
- 1999 год: 41 хозяйство, 79 человек;
- 2005 год: 38 хозяйств, 85 человек;
- 2009 год: 72 человек;
- 2016 год[2]: 32 хозяйства, 60 человек;
- 2019 год[1]: 58 человек.